# Pasaje de Martinica
El pasaje de Martinica o Canal de Dominica es un estrecho entre las islas de Dominica y Martinica (Francia) que conecta el océano Atlántico Norte con el mar Caribe.